# The Verdict
The Verdict je patnácté studiové album americké heavymetalové hudební skupiny Queensrÿche. Vydáno bylo 1. března 2019 prostřednictvím společnosti Century Media Records. Skupina album nahrála ve třech různých amerických studiích; Uberbeatz Studios v Lynnwoodu, Planet Z Studios ve Wilbrahamu a ve Watershed Studio v Seattle. Jeho producentem byl Chris „Zeuss“ Harris, jenž se zároveň postaral o výsledný mixing a mastering. Bubeník skupiny Scott Rockenfield se z rodinných důvodů nemohl natáčení alba zúčastnit, jeho party tak za něj nahrál zpěvák Todd La Torre.
Na přebalu alba je umístěn smrtonoš, který na Torreho dle jeho vlastních slov působí jako „kdyby lidstvo čekalo na verdikt za všechny své činy, postoje a morální kolaps.“

## Seznam skladeb
| Pořadí         | Název                  | Délka |
| -------------- | ---------------------- | ----- |
| 1.             | Blood of the Levant    | 3:27  |
| 2.             | Man the Machine        | 3:50  |
| 3.             | Light-years            | 4:08  |
| 4.             | Inside Out             | 4:31  |
| 5.             | Propaganda Fashion     | 3:36  |
| 6.             | Dark Reverie           | 4:23  |
| 7.             | Bent                   | 5:58  |
| 8.             | Inner Unrest           | 3:50  |
| 9.             | Launder the Conscience | 5:15  |
| 10.            | Portrait               | 5:16  |
| Celková délka: | Celková délka:         | 44:14 |

## Obsazení
- Todd La Torre – zpěv, bicí
- Michael Wilton – kytara
- Parker Lundgren – kytara
- Eddie Jackson – baskytara, doprovodné vokály

Technická podpora
- Chris „Zeuss“ Harris – produkce, mix, mastering